# Cerezo Hilgen
Cerezo Hilgen (Amsterdam, 3 mei 1994) is een Nederlands voetballer die als verdediger speelt.

## Carrière
Cerezo Hilgen speelde in de jeugd en het beloftenelftal van FC Volendam, waarna hij in 2014 naar OFC Oostzaan vertrok. Hier speelde hij een seizoen, waarna hij een periode zonder club zat. In maart 2016 dook hij op bij Topklasser FC Lienden, waarna hij naar FC Dordrecht vertrok. Hier maakte hij zijn debuut in betaalde voetbal op 9 december 2016, in de met 0-0 gelijkgespeelde uitwedstrijd tegen Telstar. Hij kwam in de 89e minuut in het veld voor Quincy Boogers. In 2017 liep zijn contract af. Eind oktober 2017 verbond hij zich na een stage aan het Duitse Rot-Weiss Frankfurt dat uitkomt in de Hessenliga. In november werd de amateurverbinding echter weer ontbonden toen bleek dat hij pas vanaf 1 januari speelgerechtigd zou zijn. In november 2018 ging Hilgen voor PS Kalamata in de Griekse Gamma Ethniki spelen. Medio 2019 ging hij in Albanië voor KS Luftëtari spelen, waar hij in december van dat jaar zijn contract liet ontbinden na een conflict met de trainer. In mei 2020 ging Hilgen in Nieuw-Zeeland voor North Shore United spelen. Hierna speelde hij voor het IJslandse UMF Víkingur en het Zweedse Eskilstuna City FK.

### Statistieken
| Seizoen                        | Club                   | Land           | Competitie          | Competitie | Competitie | Beker | Beker | Totaal | Totaal |
| Seizoen                        | Club                   | Land           | Competitie          | Wed.       | Dlp.       | Wed.  | Dlp.  | Wed.   | Dlp.   |
| ------------------------------ | ---------------------- | -------------- | ------------------- | ---------- | ---------- | ----- | ----- | ------ | ------ |
| 2013/14                        | FC Volendam            | Nederland      | Eerste divisie      | 0          | 0          | 0     | 0     | 0      | 0      |
| 2014/15                        | OFC                    | Nederland      | Hoofdklasse         | ?          | ?          | ?     | ?     | ?      | ?      |
| 2015/16                        | FC Lienden             | Nederland      | Topklasse           | 0          | 0          | 0     | 0     | 0      | 0      |
| 2016/17                        | FC Dordrecht           | Nederland      | Eerste divisie      | 12         | 0          | 0     | 0     | 12     | 0      |
| 2017/18                        | Rot-Weiss Frankfurt    | Duitsland      | Hessenliga          | 0          | 0          | 0     | 0     | 0      | 0      |
| 2018/19                        | PS Kalamata            | Griekenland    | Gamma Ethniki       | ?          | ?          | 0     | 0     | ?      | ?      |
| 2019/20                        | Luftëtari Gjirokastër  | Albanië        | Kategoria Superiore | 2          | 0          | 0     | 0     | 2      | 0      |
| 2020                           | North Shore United AFC | Nieuw-Zeeland  | Northern League     | ?          | ?          | ?     | ?     | ?      | ?      |
| 2021                           | UMF Víkingur           | IJsland        | 1. deild karla      | 4          | 0          | 0     | 0     | 4      | 0      |
| Carrièretotaal                 | Carrièretotaal         | Carrièretotaal | Carrièretotaal      | 18         | 0          | 0     | 0     | 18     | 0      |
| Bijgewerkt op 30 november 2021 |                        |                |                     |            |            |       |       |        |        |